# Kanton Gourdon
Gourdon is een kanton van het Franse departement Lot. Het kanton maakt deel uit van het arrondissement Gourdon.

## Gemeenten
Het kanton Gourdon omvatte tot 2014 de volgende 10 gemeenten:
- Anglars-Nozac
- Gourdon (hoofdplaats)
- Milhac
- Payrignac
- Rouffilhac
- Saint-Cirq-Madelon
- Saint-Cirq-Souillaguet
- Saint-Clair
- Saint-Projet
- Le Vigan

Bij de herindeling van de kantons door het decreet van 13 februari 2014, met uitwerking op 22 maart 2015, werden daar volgende 8 gemeenten aan toegevoegd:
- Cazals
- Dégagnac
- Gindou
- Lavercantière
- Léobard
- Marminiac
- Rampoux
- Salviac